# ロイッカ
座標: 北緯60度29分12秒 東経024度39分00秒 / 北緯60.48667度 東経24.65000度
ロイッカ（フィンランド語: Röykkä）は、フィンランド南部のヌルミヤルヴィ自治体の村。ロイッカはフィンランドの首都ヘルシンキの北 43 km (27 mi) にあるヴィフティの国境近くに位置し、人口は約1,500人。
村は、ロッピとクラウカラの間を走るフィンランドの地方道路 132 (Mt 132) に交差している。村の北部には、ハンコとマントサラの間を走る国道25号線 (Vt 25) がある。カリスとヒュヴィンカー間の鉄道も村の隣にある。

## ヌメラのサナトリウム
ロイッカの北部には、1903年に建築家マグナス・シャルフベック（ヘレン・シャルフベックの兄弟）によって設計された、ヌメラのサナトリウム（英: Nummela Sanatorium）として知られるアールヌーボー様式の結核サナトリウムがある。サナトリウムは1932年に閉鎖され、精神病院に置き換えられた。1989年に、病院も閉鎖され、それ以来、完全に無効になっている。地元の噂によると、放棄された病院で超常現象が観察されている。彼らによると、建物の窓は神秘的な光を放ち、屋根の端には飛び降りて自殺する女性がいる。別のうわさによると、病院は若い年齢で亡くなった少女の魂に悩まされている。